# Rue du Croissant (Bruxelles)
Pour les articles homonymes, voir Rue du Croissant.
La rue du Croissant (en néerlandais: Halvemaanstraat) est une rue bruxelloise qui va de la rue de Mérode (Saint-Gilles) au boulevard Guillaume Van Haelen (Forest).
Le nom de la rue fait référence au croissant de Lune.